# La Argentina (ballerina)
La Argentina, pseudonimo di Antonia Mercé y Luque (Buenos Aires, 4 settembre 1890 – Bayonne, 18 luglio 1936), è stata una ballerina spagnola.
Rinnovò il teatro di danza spagnolo, fondendo elementi accademici con altri appartenenti al folklore della Spagna.

## Biografia
Figlia di Manuel Mercé, primo ballerino e coreografo del Teatro Real, e di Josefa Luque, discendente da una nobile famiglia di Cordova. Fin dall'infanzia dimostrò il suo talento nel ballo. Dopo il tour americano, suo padre fondò una scuola di danza nella sua stessa casa, un appartamento nel quartiere di Lavapiés. In seguito divenne capo del corpo di ballo dell'Opera a Madrid, mentre Antonia, a 10 anni, entrò al conservatorio con la condizione di studiare danza, oltre al canto. Ben presto entrò a far parte del corpo di ballo dell'Opera, sotto gli insegnamenti del padre, segnando fin dall'inizio un clima di tensione nel rapporto insegnante-studente. Forse per questo motivo, Antonia decise di lasciare la sua carriera nella danza classica all'età di 14 anni, poco dopo la morte del padre, e, insieme a sua madre, si dedicò allo studio delle danze popolari regionali e spagnole.
In quel primo periodo professionale della sua vita, quando iniziò a essere chiamata La Argentina, si esibiva nei caffè, nelle sale concerti e nelle prime sale dei cinema. Ben presto la sua presenza nei teatri come quello del Principe Alfonso, la Romea o il Kursaal, attirando l'ammirazione di persone come Ramón María del Valle-Inclán.
Il suo primo tour della Spagna risale al 1906. Da Lisbona a Parigi, debuttò a Le Jardin de Paris. Parigi le avrebbe aperto le porte dell'Opéra e al riconoscimento internazionale-
Da sempre interessata alla cultura gitana, La Argentina condivise gli scenari nazionali e internazionali accompagnata dal chitarrista Carlos Montoya, il cantante Miguel de Molina e il ballerino Vicente Escudero.. Riuscì a realizzare il suo sogno di creare una compagnia di balletto spagnola, debuttando all'Opéra Comique di Parigi con opere di Albéniz, Óscar Esplá, Falla, Granados, Ernesto Halffter e Joaquín Turina, con le scenografie di Salvador Bartolozzi e Néstor Martín-Fernández de la Torre.  
Nel 1915 partirono per l'America, dove passarono i successivi tre anni, in un lungo tour partendo da Buenos Aires per tutto il Sudamerica. L'anno successivo debuttò al Teatro di Maxine Elliott, a New York, il 10 febbraio 1916. Tornata in Spagna, La Argentina si esibì in grande spettacolo nei giardini di Aranjuez. La sua fama nazionale ed internazionale continuò a crescere. La sua ultima performance è stata a Madrid al Teatro Español, il 22 giugno 1935, all'interno di un festival di flamenco.
Un susseguirsi di spettacoli a Parigi, ha portato i suoi medici a raccomandarle una pausa obbligatoria. La Argentina poi si ritirò nella sua villa di Miraflores, a Bayonne. Morì il 18 luglio 1936, dopo aver partecipato, a San Sebastián, a un festival di danza basca in suo onore.